# Bonyhádvarasd
Bonyhádvarasd (németül: Warasch) község a Dél-Dunántúli régióban, Tolna vármegyében, a Bonyhádi járásban.

## Fekvése
A Dunántúli-dombságban, a vármegye déli részén fekszik, Szekszárdtól körülbelül 30 kilométerre. A legközelebbi szomszédos települések Bonyhád és Kisdorog.

## Megközelítése
Közúton a 6-os és 65-ös főutakat összekötő, Bonyhádtól Tevel és Murga határáig húzódó 6535-ös úton érhető el.
A megyeszékhely, Szekszárd felől két irányból lehet megközelíteni: vagy Bonyhád érintésével (odáig a 6-os főúton, majd onnan a 6535-ösön), vagy Zombán keresztül. Ez utóbbi esetben a 65-ös főúton kell menni Zombáig, onnan a 6533-as, majd a 6536-os úton Kisdorogig, és onnan délnek kanyarodva a 6535-ösön.
A közúti tömegközlekedést a Volánbusz autóbuszai biztosítják.
Vasútvonal nem vezet át a településen; a legközelebbi vasútállomás a mintegy 13 kilométerre fekvő Hidas-Bonyhád vasútállomás, a MÁV 50-es számú Dombóvár–Bátaszék-vasútvonalán.

## Közélete

### Polgármesterei
- 1990–1994: Csaba Józsefné (független)[3]
- 1994–1998: Csaba Józsefné (független)[4]
- 1998–2002: Csaba Józsefné (független)[5]
- 2002–2006: Csaba Józsefné (független)[6]
- 2006–2010: Juhász Ferencné (független)[7]
- 2010–2014: Csaba Józsefné (független)[8]
- 2014–2019: Csibi Zsolt (független)[9]
- 2019–2024: Csibi Zsolt (független)[10]
- 2024– : Csibi Zsolt (független)[1]

Bonyhádvarasd Község Önkormányzatának címe: 7158 Bonyhádvarasd, Kossuth utca 27., telefon- és faxszáma 74/407-931, e-mail címe bonyhadvarasd@gmail.com, hivatalos honlapja pedig http://www.bonyhadvarasd.eoldal.hu Archiválva 2009. szeptember 17-i dátummal a Wayback Machine-ben. A településen német nemzetiségi önkormányzat is működik.

## Története
Első írásos említése 1193-ból származik, Worost néven, amikor is III. Béla a fehérvári kereszteseknek adta a települést.
A XV. században a is az ő birtokuk volt.
A török kiűzése után a Fekete-erdő (Schwarzwald) vidékéről német telepesek érkeztek a községbe.
1903-ig Varasdnak hívták, akkor kapta ma is használatos nevét.
A második világháború után a kitelepített németek helyébe a csehszlovák–magyar lakosságcsere keretében felvidéki és bukovinai (hadikfalvai) székelyek érkeztek.

## Népesség
A település népességének változása:
| Lakosok száma | 434  | 444  | 416  | 409  | 378  | 382  | 376  |
|               | 2013 | 2014 | 2015 | 2021 | 2022 | 2023 | 2024 |

A 2011-es népszámlálás során a lakosok 92,8%-a magyarnak, 0,2% bolgárnak, 17,4% németnek mondta magát (7,2% nem nyilatkozott; a kettős identitások miatt a végösszeg nagyobb lehet 100%-nál). A vallási megoszlás a következő volt: római katolikus 81,4%, református 0,9%, evangélikus 0,2%, görögkatolikus 0,2%, felekezeten kívüli 2,3% (14,6% nem nyilatkozott).
2022-ben a lakosság 87,8%-a vallotta magát magyarnak, 15,1% németnek, 0,3% cigánynak, 0,3% bolgárnak, 1,1% egyéb, nem hazai nemzetiségűnek (11,6% nem nyilatkozott; a kettős identitások miatt a végösszeg nagyobb lehet 100%-nál). Vallásuk szerint 54,8% volt római katolikus, 1,6% református, 0,3% görög katolikus, 0,3% egyéb katolikus, 2,9% felekezeten kívüli (40,2% nem válaszolt).

## Vallás
A 2001-es népszámlálás adatai alapján a lakosság kb. 88,5%-a római katolikus, kb. 1,5%-a református vallású, míg kb. 10%-a nem válaszolt.

### Római katolikus egyház
A Pécsi egyházmegye (püspökség) Szekszárdi Esperesi Kerületébe tartozik, mint önálló plébánia. Római katolikus anyakönyveit 1804-től vezetik. A plébániatemplom titulusa: Szent Jakab apostol.

### Református egyház
A Dunamelléki Református Egyházkerület (püspökség) Tolnai Református Egyházmegyéjébe (esperesség) tartozik. Nem önálló egyházközség, csak szórvány.

### Evangélikus egyház
A Déli Evangélikus Egyházkerület (püspökség) Tolna-Baranyai Egyházmegyéjében (esperesség) lévő Bonyhád-Hidas-Kismányoki Evangélikus Egyházközséghez tartozik, mint szórvány.

## Nevezetességei
- Római katolikus (Szent Jakab-) templom: 1793-ban épült, barokk stílusban. 1908-ban felújították.
- Római katolikus (Mindenszentek-) temetőkápolna: 1845-ben épült, késő barokk stílusban, a pestisjárvány emlékére.
- Tájház.
- Temetőkereszt.
- Kőkereszt.